# 天運 (簡義)
天運（1896年6月14日—12月）是日本統治台灣時期抗日義軍首领簡義和柯鐵共同使用的年號，共計7個月。

## 纪年對照表
| 天運 | 元年     |
| ---- | -------- |
| 公元 | 1896年   |
| 干支 | 丙申     |
| 清朝 | 光緒22年 |
| 日本 | 明治29年 |

## 同期存在的其他政權年號
- 中國
  - 光緒（1875年－1908年）：清朝—清德宗載湉之年號。
- 朝鮮半島
  - 建陽（1896年－1897年）：朝鮮國—高宗李熙之年號。
- 越南
  - 成泰（1889年－1907年）：阮朝—成泰帝阮福昭之年號。
- 日本
  - 明治（1868年—1912年）：明治天皇之年號。

## 深入閱讀
- 陳小沖. . 北京: 社會科學文獻出版社. 2005年9月. ISBN 7-80190-698-5.
- 佟建寅. . 北京: 群眾出版社. 1990年12月. ISBN 7-50140-505-0.

## 參看
- 台灣年號列表
- 其他時期使用的天運年號